# СООО НТС
Совместное общество с ограниченной ответственностью (СООО) «НТС» — белорусская компания розничной торговли. Правообладатель торгового знака «Родная Сторона».

## История
1995 год — государственная регистрация (учреждение) ООО «Интерфинком»;
1996 год — государственная перерегистрация (переименование) в производственно-торговое ООО «Лидское пиво»;
2000 год — государственная регистрация (переименование) в ООО «НТС»;
2002 год — открыт первый магазин торговой сети «Корзинка» (г. Минск);
2006 год — зарегистрирован первый в Республике Беларусь договор франчайзинга;
2008 год — государственная регистрация (приобретение статуса организации с иностранными инвестициями) СООО «НТС»;
2008 год — открыт первый магазин торговой сети «Родная Сторона» (г. Гомель);
2012 год — открыт 50-й универсам «Родная Сторона» (г. Барановичи);
2012 год — принято решение о переводе сети экономичных супермаркетов «Корзинка» в формат розничной торговой сети «Родная Сторона». В том же году сеть «Родная Сторона» объявила о смене позиционирования и визуального образа.

## Руководство
Генеральный директор — Чернявский Игорь Вячеславович.

## Деятельность
СООО «НТС» развивает розничную торговую сеть «Родная Сторона». В состав розничных торговых сетей СООО «НТС» входят 9 юридических лиц.